# Antti Tyrväinen
Antti Tyrväinen (Ylöjärvi, 15 de noviembre de 1933–Tampere, 13 de octubre de 2013) fue un deportista finlandés que compitió en biatlón.
Participó en los Juegos Olímpicos de Squaw Valley 1960, obteniendo una medalla de plata en la prueba individual. Ganó seis medallas en el Campeonato Mundial de Biatlón entre los años 1961 y 1965.

## Palmarés internacional
| Juegos Olímpicos   | Juegos Olímpicos              | Juegos Olímpicos  | Juegos Olímpicos |
| Año                | Lugar                         | Medalla           | Prueba           |
| ------------------ | ----------------------------- | ----------------- | ---------------- |
| 1960               | Squaw Valley (Estados Unidos) | Medalla de plata  | Individual       |
| Campeonato Mundial |                               |                   |                  |
| Año                | Lugar                         | Medalla           | Prueba           |
| 1961               | Umeå (Suecia)                 | Medalla de oro    | Equipo           |
| 1962               | Hämeenlinna (Finlandia)       | Medalla de plata  | Individual       |
| 1962               | Hämeenlinna (Finlandia)       | Medalla de plata  | Equipo           |
| 1963               | Seefeld (Austria)             | Medalla de plata  | Individual       |
| 1963               | Seefeld (Austria)             | Medalla de plata  | Equipo           |
| 1965               | Elverum (Noruega)             | Medalla de bronce | Equipo           |